# Поляк, Владислав Николаевич
Владислав Николаевич Поляк (укр. Владіслав Миколайович Поляк; род. 10 августа 1975, Виноградов, Закарпатская область) — украинский предприниматель, политик. Народный депутат Украины IX созыва.

## Биография
Окончил Виноградовский политехнический техникум, Дрогобычский государственный педагогический университет имени Ивана Франко (получил квалификацию «Менеджер-экономист»).
Трудовую деятельность начал в совхозе «Виноградовский». С 2009 года — частный предприниматель.

### Политическая деятельность
Избирался депутатом Виноградовского городского совета 6-го созыва от Партии регионов.
Депутат Закарпатского облсовета от партии «Возрождение».
Поляк работал помощником народного депутата Ивана Бушко.
Кандидат в народные депутаты на парламентских выборах 2019 года (избирательный округ № 73, г. Берегово, Виноградовский район, часть Береговского, часть Иршавского районов). Самовыдвиженец. На время выборов: физическое лицо-предприниматель, беспартийный. Проживает в г. Виноградов Закарпатской области.
Член депутатской группы «За будущее». Член Комитета Верховной Рады по вопросам организации государственной власти, местного самоуправления, регионального развития и градостроительства.